# Підшежимшор
Підшежимшо́р (рос. Подшежымшор) — річка в Республіці Комі, Росія, ліва притока річки Шежим'ю, лівої притоки річки Ілич, правої притоки річки Печора. Протікає територією Троїцько-Печорського району.
Річка починається на північних схилах гори Шежим-Із (висота 842м), протікає на захід, північний захід та захід.